# 이마이 도모키
이마이 도모키(일본어: 今井 智基, 1990년 11월 29일 ~ )는 일본의 축구 선수이다. 현재 호주 A리그의 웨스턴 유나이티드 FC에서 뛰고 있다.

## 구단 경력
그는 2013년부터 2019년까지 J리그의 오미야 아르디자, 가시와 레이솔, 마쓰모토 야마가 FC에서 활동하였다.